# Markus Eurén
Markus Eurén (født 19. april 1978) er en finsk keyboardspiller, der på nuværende tidspunkt spiller i folk metalbandet Moonsorrow samt deres sideprojekt Lakupaavi.
Markus bruger et Korg Triton Extreme & N364 Keyboard.